# تاكسويد
التاكسويدات (بالإنجليزية: Taxoids)‏ هي مجموعة من مشتقات التاكسول، وهو دواء الباكليتاكسيل، وهذه المركبات طورت لتستعمل مضاد للسرطان ذو خواص كيميائية علاجية، ومن المعتاد أن يستعمل لفظ التاكسويد مرادفا للتاكسان، فهنالك قواميس طبية تعطي الكلمتين نفس المعنى، بينما تذكر مصادر أخرى بوجود فرق طفيف بينهما.
تضم التاكسويدات والتاكسانات دوسيتاكسيل وباكليتاكسيل.